# Coppa del mondo per club FIFA 2013
La coppa del mondo per club FIFA 2013 (in arabo: كأس العالم لنادي الفيفا 2013, kas alealam linadi alfifa 2013; in inglese: FIFA Club World Cup Morocco 2013 presented by Toyota) è stata la decima edizione di questo torneo di calcio per squadre maschili di club organizzato dalla FIFA. Si è trattato della nona edizione da quando ha sostituito la Coppa Intercontinentale. Si è disputata per la prima volta in Marocco, dall'11 al 21 dicembre 2013. Per la seconda edizione consecutiva, la terza in totale, la competizione ha visto l'utilizzo della tecnologia volta a evitare i gol fantasma, fornita dall'azienda tedesca GoalControl GmbH. Novità assoluta per questa manifestazione, invece, è stata l'adozione della bomboletta spray di vernice a scomparsa, a disposizione dell'arbitro per tracciare una linea dietro la quale disporre la barriera sui calci di punizione.
Vincitore è stato il Bayern Monaco, al primo successo nella manifestazione, vittoria che si aggiunge alle due Intercontinentali vinte dai bavaresi nel 1976 e nel 2001. I tedeschi hanno sconfitto per 2-0 il Raja Casablanca, seconda squadra africana ad accedere alla finale del Mondiale per club dopo il Tout Puissant Mazembe nel 2010, e prima a farlo da campione nazionale del paese ospitante, dopo il Corinthians nell'edizione inaugurale del 2000.

## Scelta del paese ospitante
Sono stati quattro i paesi a candidarsi ad ospitare le edizioni 2013 e 2014 del torneo: Iran, Marocco, Sud Africa ed Emirati Arabi Uniti.
Nell'ottobre 2011 la FIFA ha comunicato il ritiro delle candidature di Iran, Sud Africa ed Emirati Arabi Uniti, lasciando il Marocco come candidato unico. Il 17 dicembre 2011 la FIFA ha quindi annunciato ufficialmente il paese maghrebino come paese ospitante.

## Formula
La formula del torneo è la stessa dall'edizione del 2008. Partecipano le sei vincitrici delle rispettive competizioni continentali, più la squadra campione nazionale del paese ospitante. Se una squadra del paese ospitante vince il proprio trofeo continentale, al posto dei campioni nazionali partecipa la finalista della competizione internazionale, visto il divieto di partecipazione per più squadre dello stesso paese.
I campioni nazionali del paese organizzatore devono sfidare i rappresentanti dell'Oceania in un turno preliminare, la cui vincente si aggrega alle detentrici dei titoli di Africa, Asia e Centro-Nord America. Le vincenti di questi scontri sfidano in semifinale le vincitrici della UEFA Champions League e della Coppa Libertadores. Oltre la finale per il titolo si disputano gli incontri per il terzo e il quinto posto.

## Stadi
| Marrakesh            | Marrakesh Agadir | Agadir               |
| -------------------- | ---------------- | -------------------- |
| Stade de Marrakech   | Marrakesh Agadir | Stade Adrar          |
| 31°42′24″N 7°58′50″W | Marrakesh Agadir | 30°25′38″N 9°32′26″W |
| Capacità: 45 240     | Marrakesh Agadir | Capacità: 45 480     |
|                      | Marrakesh Agadir |                      |

## Squadre partecipanti
| Squadra          | Data di qualificazione | Confederazione | Qualificata in quanto                        | Partecipazioni       |
| ---------------- | ---------------------- | -------------- | -------------------------------------------- | -------------------- |
| Monterrey        | 1º maggio 2013         | CONCACAF       | Campione CONCACAF Champions League 2012-2013 | 3ª (Ultima nel 2012) |
| Auckland City    | 19 maggio 2013         | OFC            | Campione OFC Champions League 2012-2013      | 5ª (Ultima nel 2012) |
| Bayern Monaco    | 25 maggio 2013         | UEFA           | Campione UEFA Champions League 2012-2013     | 1ª                   |
| Raja Casablanca  | 26 maggio 2013         | CAF            | Campione nazionale 2012-2013 del Marocco     | 2ª (Ultima nel 2000) |
| Atlético Mineiro | 24 luglio 2013         | CONMEBOL       | Campione Coppa Libertadores 2013             | 1ª                   |
| Guangzhou E.     | 9 novembre 2013        | AFC            | Campione AFC Champions League 2013           | 1ª                   |
| Al-Ahly          | 10 novembre 2013       | CAF            | Campione CAF Champions League 2013           | 5ª (Ultima nel 2012) |

## Arbitri
La FIFA ha selezionato un arbitro per ogni confederazione (tranne l'OFC), più uno di riserva.
AFC
- Alireza Faghani

CAF
- Bakary Gassama
- Sidi Alioum (riserva)

CONCACAF
- Mark Geiger

CONMEBOL
- Sandro Ricci

UEFA
- Carlos Velasco Carballo

## Risultati

### Tabellone
Il sorteggio del tabellone è stato svolto il 9 ottobre 2013 in un hotel di Marrakech.
|  | Primo turno     | Primo turno                  |                              |           | Secondo turno         | Secondo turno |                             |                             | Semifinali | Semifinali |  |  | Finale | Finale |
|  |                 |                              |                              |           |                       |               |                             |                             |            |            |  |  |        |        |
|  | Raja Casablanca | 2                            |                              |           |                       |               |                             |                             |            |            |  |  |        |        |
|  | Raja Casablanca | 2                            |                              |           |                       |               |                             |                             |            |            |  |  |        |        |
|  | Auckland City   | 1                            |                              |           | Raja Casablanca (dts) | 2             |                             |                             |            |            |  |  |        |        |
|  | Auckland City   | 1                            |                              |           | Raja Casablanca (dts) | 2             |                             |                             |            |            |  |  |        |        |
|  |                 |                              |                              |           | Monterrey             | 1             |                             |                             |            |            |  |  |        |        |
|  | Raja Casablanca | 3                            |                              |           | Monterrey             | 1             |                             |                             |            |            |  |  |        |        |
|  | Raja Casablanca | 3                            |                              |           |                       |               |                             |                             |            |            |  |  |        |        |
|  |                 |                              | Atlético Mineiro             | 1         |                       |               |                             |                             |            |            |  |  |        |        |
|  |                 |                              | Atlético Mineiro             | 1         |                       |               |                             |                             |            |            |  |  |        |        |
|  |                 |                              |                              |           |                       |               |                             |                             |            |            |  |  |        |        |
|  |                 |                              |                              |           |                       |               |                             |                             |            |            |  |  |        |        |
|  | Raja Casablanca | 0                            |                              |           |                       |               |                             |                             |            |            |  |  |        |        |
|  | Raja Casablanca | 0                            |                              |           |                       |               |                             |                             |            |            |  |  |        |        |
|  |                 | Bayern Monaco                | 2                            |           |                       |               |                             |                             |            |            |  |  |        |        |
|  |                 |                              | 2                            | Guangzhou | 2                     |               |                             |                             |            |            |  |  |        |        |
|  |                 |                              |                              |           |                       |               |                             |                             |            |            |  |  |        |        |
|  |                 | Al-Ahly                      | 0                            |           |                       |               |                             |                             |            |            |  |  |        |        |
|  | Guangzhou       | Al-Ahly                      | 0                            | 0         |                       |               |                             |                             |            |            |  |  |        |        |
|  | Guangzhou       | Incontro per il quinto posto | Incontro per il quinto posto | 0         |                       |               | Incontro per il terzo posto | Incontro per il terzo posto |            |            |  |  |        |        |
|  |                 | Incontro per il quinto posto | Incontro per il quinto posto |           | Bayern Monaco         | 3             | Incontro per il terzo posto | Incontro per il terzo posto |            |            |  |  |        |        |
|  | Al-Ahly         | 1                            | Atlético Mineiro             | 3         | Bayern Monaco         | 3             |                             |                             |            |            |  |  |        |        |
|  | Al-Ahly         | 1                            | Atlético Mineiro             | 3         |                       |               |                             |                             |            |            |  |  |        |        |
|  | Monterrey       | 5                            | Guangzhou                    | 2         |                       |               |                             |                             |            |            |  |  |        |        |
|  | Monterrey       | 5                            | Guangzhou                    | 2         |                       |               |                             |                             |            |            |  |  |        |        |
|  |                 |                              |                              |           |                       |               |                             |                             |            |            |  |  |        |        |

### Play-off per i quarti di finale
| Arbitro: | Bakary Gassama |

|                         |           |             |
| Iajour 39’ Hafidi 90+2’ | Marcatori | 63’ Krishna |

### Quarti di finale
| Arbitro: | Sandro Ricci |

|                       |           |  |
| Elkeson 49’ Conca 67’ | Marcatori |  |

| Arbitro: | Alireza Faghani |

|                      |           |             |
| Chtibi 24’ Guehi 95’ | Marcatori | 53’ Basanta |

### Incontro per il quinto posto
| Arbitro: | Mark Geiger |

|           |           |                                                        |
| Motaeb 8’ | Marcatori | 3’ Cardozo 22’, 65’ Delgado 27’ López 45’ (rig.) Suazo |

### Semifinali
| Arbitro: | Bakary Gassama |

|  |           |                                    |
|  | Marcatori | 40’ Ribéry 44’ Mandžukić 47’ Götze |

| Arbitro: | Carlos Velasco Carballo |

|                                              |           |                |
| Iajour 51’ Moutouali 84’ (rig.) Mabidé 90+4’ | Marcatori | 64’ Ronaldinho |

### Incontro per il terzo posto
| Arbitro: | Alireza Faghani |

|                             |           |                                         |
| Muriqui 9’ Conca 15’ (rig.) | Marcatori | 2’ Tardelli 45+1’ Ronaldinho 90+1’ Luan |

### Finale
| Arbitro: | Sandro Ricci |

|                     |           |  |
| Dante 7’ Thiago 22’ | Marcatori |  |

## Classifica finale
| Pos. | Squadra          | Confederazione |
| ---- | ---------------- | -------------- |
| 1    | Bayern Monaco    | UEFA           |
| 2    | Raja Casablanca  | CAF            |
| 3    | Atlético Mineiro | CONMEBOL       |
| 4    | Guangzhou E.     | AFC            |
| 5    | Monterrey        | CONCACAF       |
| 6    | Al-Ahly          | CAF            |
| 7    | Auckland City    | OFC            |

## Classifica marcatori
| Gol |  | Minuti giocati | Giocatore          | Squadra          |
| --- |  | -------------- | ------------------ | ---------------- |
| 2   |  | 166'           | César Delgado      | Monterrey        |
| 2   |  | 177'           | Ronaldinho         | Atletico Mineiro |
| 2   |  | 270'           | Darío Conca        | Guangzhou        |
| 2   |  | 360'           | Mouhcine Iajour    | Raja Casablanca  |
| 1   |  | 57'            | Luan               | Atletico Mineiro |
| 1   |  | 89'            | Mario Mandžukić    | Bayern Monaco    |
| 1   |  | 90'            | Dante              | Bayern Monaco    |
| 1   |  | 90'            | Roy Krishna        | Auckland City    |
| 1   |  | 100'           | Mario Götze        | Bayern Monaco    |
| 1   |  | 132'           | Vianney Mabidé     | Raja Casablanca  |
| 1   |  | 132'           | Emad Motaeb        | Al-Ahly          |
| 1   |  | 162'           | Franck Ribéry      | Bayern Monaco    |
| 1   |  | 180'           | Diego Tardelli     | Atletico Mineiro |
| 1   |  | 180'           | Thiago Alcántara   | Bayern Monaco    |
| 1   |  | 198'           | Neri Cardozo       | Monterrey        |
| 1   |  | 210'           | José Basanta       | Monterrey        |
| 1   |  | 210'           | Leobardo López     | Monterrey        |
| 1   |  | 210'           | Humberto Suazo     | Monterrey        |
| 1   |  | 247'           | Chemseddine Chtibi | Raja Casablanca  |
| 1   |  | 252'           | Muriqui            | Guangzhou        |
| 1   |  | 257'           | Elkeson            | Guangzhou        |
| 1   |  | 334'           | Abdelilah Hafidi   | Raja Casablanca  |
| 1   |  | 390'           | Kouko Guehi        | Raja Casablanca  |
| 1   |  | 390'           | Mouhcine Moutouali | Raja Casablanca  |